# Andropogon gabonensis
Andropogon gabonensis är en gräsart som beskrevs av Otto Stapf. Andropogon gabonensis ingår i släktet Andropogon och familjen gräs.
Artens utbredningsområde är Gabon. Inga underarter finns listade i Catalogue of Life.